# 益世广播电台
益世广播电台是一家创建于中华民国南京市、1949年迁往台湾基隆市的民营天主教广播电台，也是中国抗日战争胜利后中国的第一家民营电台，1946年5月5日成立、5月8日开播。

## 简介
中国抗日战争结束后，重庆国民政府接管沦陷区。当时有一批汪精卫政权“中央广播电台”的工作人员因不堪重庆方面接收官员的歧视政策，联系到天主教报纸《益世报》，商量合作开办电台事宜，并得到了天主教南京总教区总主教于斌的支持。随后于斌以个人名义向国民政府交通部申请电台执照；交通部批准了申请，发给“民字第1号”播音执照。1946年5月5日，国民政府从重庆还都南京的当天，益世广播电台成立，于斌任董事长，原《益世报》社长杨慕时任台长；5月8日，益世广播电台开播，呼号XPBK，频率940kc，功率200W（1949年扩充至500W），台址位于南京市铁管巷78号。益世广播电台的节目带有浓厚的宗教色彩，除宗教节目外，也播出新闻、评论、科教、戏曲及音乐节目，论调倾向于国民党政权。益世广播电台在当时的民营电台中影响力较大，人称“小中央台”。

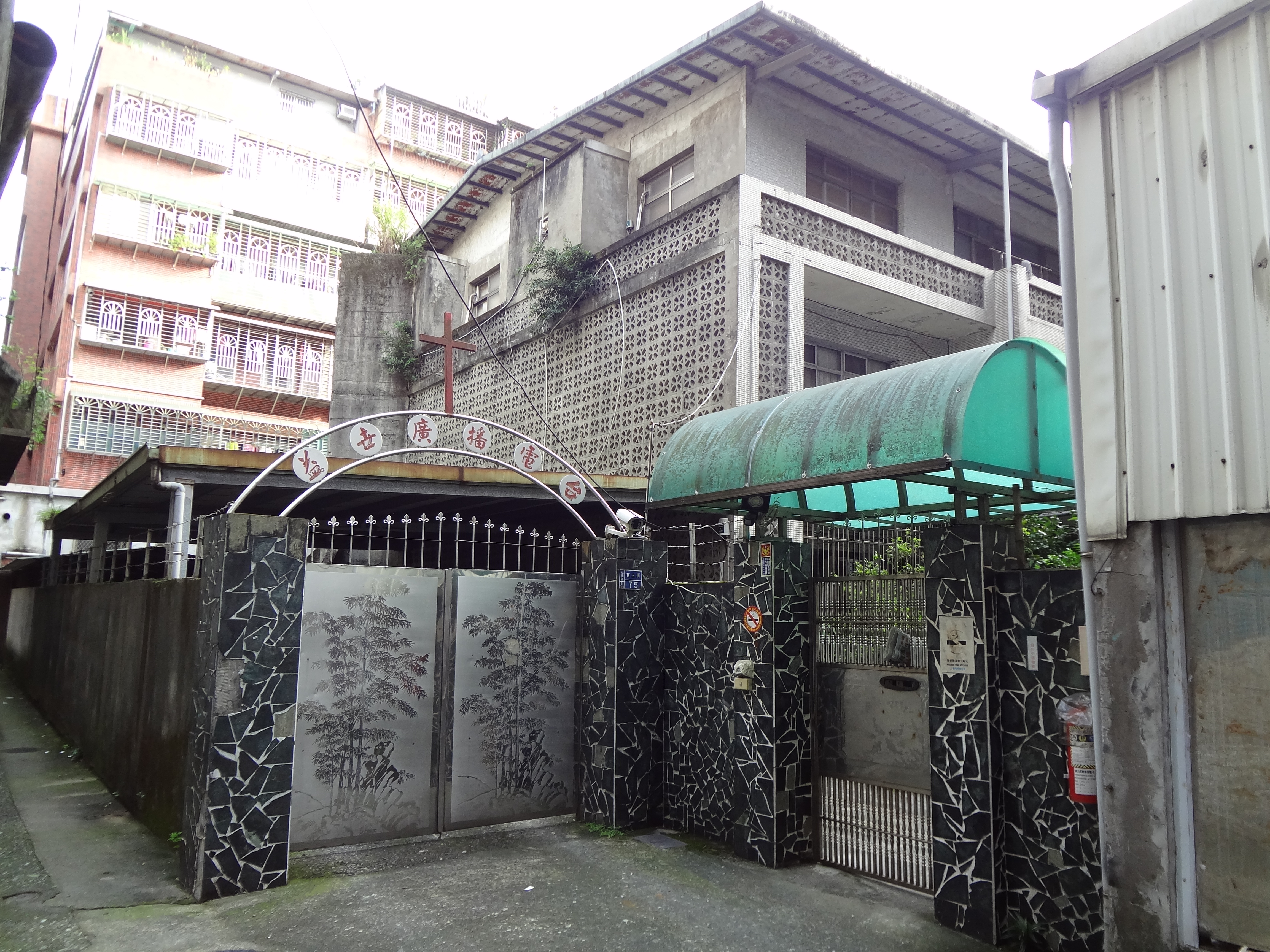
基隆市七堵区百三街75号，益世广播电台台址。

1949年3月，中国人民解放军南下攻打江浙地区，益世广播电台迁往台湾。1951年3月，益世广播电台在基隆市仁愛區仁二路恢复播音，并改以闽南语广播为主。1969年12月8日，益世广播电台迁至基隆市七堵区百三街75号至今。目前除自办节目外，益世广播电台还会播出佳音广播电台、空中英語教室的节目，节目大多以闽南语播出。

## 播出频率
- 基隆：AM 1404kHz